# Cabo Tucumán
Das Cabo Tucumán (spanisch) ist ein Kap am Ostufer der Anvers-Insel im Palmer-Archipel vor der Westküste der Antarktischen Halbinsel markiert. Es bildet westlich von Lion Island und nordwestlich des Kap Astrup der Wiencke-Insel das Westufer des Lion Sound.
Argentinische Wissenschaftler benannten es. Der weitere Benennungshintergrund ist nicht überliefert.